# ARCA Patrimonio
La Asociación para la Revitalización de los Centros Antiguos, más conocida como ARCA Patrimonio, es una asociación ciudadana de carácter patrimonial, creada en Palma ( Mallorca, Islas Baleares ) en 1987 .
La entidad trabaja para divulgar, proteger y conservar el patrimonio de la isla de Mallorca, de cara a darle visibilidad y concienciar de su valor a la ciudadanía y los responsables políticos. Reivindica su conservación y preservación, así como la difusión de sus valores histórico-culturales. Su tarea defensa elementos patrimoniales de cualquier carácter (paisajístico, económico, industrial, artístico, arquitectónico o cultural), más allá de una visión simplemente monumental, fomentando la iniciativa y la participación ciudadana.

## Actividad
ARCA ha formado parte habitualmente de los órganos de participación ciudadana creados por la administración en los últimos años. En el Ayuntamiento de Palma forma parte de la Comisión de Centro Histórico y del Consejo de Modelo de Ciudad. A nivel insular, forma parte de la Ponencia técnica de Patrimonio del Consejo de Mallorca
La entidad está dirigida por una junta directiva elegida cada dos años que decide la estrategia y los temas patrimoniales de actualidad. No está vinculada a ningún partido político y no tiene ganancias económicas con sus acciones. Las actividades suelen ser organizadas por sus socios y simpatizantes (conferencias, charlas y tertulias en el local social, excursiones, campañas, etc.) y se financian con las cuotas de sus asociados.
La entidad otorga anualmente los premios a la protección ya la destrucción del patrimonio a aquellas personas físicas o jurídicas que han destacado positivamente o negativamente en sendos aspectos.

## Local social
Desde 1989 su sede fue el casal gótico de Can Weyler, en el centro histórico. Debido a su mal estado, que obligó a clausurarlo, la entidad se trasladó el 2011 a un local actual de la calle Can Oliva, situado junto La Rambla de la ciudad. Allí se celebran buena parte de las actividades planificadas por la asociación.

## Reconocimientos
- Medalla de Oro de la Comunidad Autónoma de las Islas Baleares (2008).[6]